# Filiberto de Tournus
Filiberto de Tournus (Eauze, Gascuña, 616 - Noirmoutier-en-l'Île, 20 de agosto de 684) fue un abad, monje, y misionero francés, fundador de la abadía de Jumièges (Normandía) y Pavilly, venerado como un santo por la Iglesia Católica. Fue uno de los principales de la oposición aristocrática a los intentos hegemónicos de Ebroino y los reyes merovingios.

## Biografía
Nació en una familia noble gascona. Su padre, Filibaldo, fue magistrado de Vicus Julius (Aire sur l'Audour), ciudad de la que más tarde, Filiberto se convirtió en obispo. Fue enviado todavía joven a la corte de Dagoberto I y fue educado en la escuela palatina, junto con los santos Vandregisilo y Audoen.
En 636 se convirtió en monje de la abadía de Rebais columbaniana, recién fundada por san Audoeno, y en 650 se convirtió en abad. Para profundizar en el conocimiento de la tradición monástica, se dedicó intensamente al estudio de las reglas celta-irlandesas más antiguas y emprendió un viaje que le llevó a visitar los monasterios más importantes surgidos en los últimos años (Luxeuil, Bobbio), por San Columbano.
Al final de su viaje, Filiberto se reunió con Audoen, que mientras tanto se había convertido en obispo de Rouen y estaba favoreciendo la propagación de la vida monástica en su diócesis. En el año 654 fundó la abadía columbaniana de Jumièges, mucho después llamada de San Pedro y en 662, otra de mujeres en Pavilly, en terrenos donados por Clodoveo II y la reina Batilda. En 675, por oponerse a la vuelta al poder del mayordomo de palacio Ebroino, fue forzado al exilio: después de un corto período de prisión, llegó a Poitiers, donde el obispo Ansoaldo le permitió fundar un nuevo monasterio en la isla de Noirmoutier, frente a la costa de Vendée, poblada por un grupo de monjes Jumièges y pronto se convirtió en importante para la producción de sal.
En 684, cuando murió Ebroino, Filiberto pudo por fin regresar a la abadía de Jumièges, pero pronto optó por volver a Noirmoutier, donde murió al año siguiente y fue sepultado: sus restos fueron trasladados posteriormente a Deas, entonces Cunault a Messay, Saint-Pourcain-sur-Sioule y finalmente a Tournus, que llegó a 875.
La conmemoración litúrgica es el 20 de agosto.